# Paolo Baccio
Paolo Baccio, né le 23 septembre 1997 à Avola (Sicile), est un coureur cycliste italien.

## Palmarès et résultats

### Palmarès par année
- 2015
  - Cronometro di Città di Castello juniors
  - Trofeo Salvatore Morucci
- 2016
  - Coppa Fiera di Mercatale
  - Coppa in Fiera San Salvatore
  - 2e du Cronometro di Città di Castello
  - 3e du Trofeo Figros
- 2017
  -  Champion d'Italie du contre-la-montre espoirs
  - Cronometro di Città di Castello
  - Mémorial Paolo Marcucci
  - 2e de Florence-Empoli
  - 3e du Grand Prix de la ville d'Empoli
  - 3e du Trophée Matteotti amateurs
- 2018
  - Trofeo Piva
  - 2e du Cronometro di Città di Castello
  - 3e du championnat d'Italie du contre-la-montre espoirs
- 2019
  -  Champion d'Italie du contre-la-montre par équipes espoirs
  - Versilia-Michele Bartoli (contre-la-montre par équipes)
  - Trofeo Tris Stampi
  - Trophée Mario Zanchi
  - Medaglia d'Oro Frare De Nardi
  - 3e du Cronometro di Città di Castello
  - 3e du Grand Prix Industrie del Marmo

### Classements mondiaux
| Année           | 2017   | 2018 |
| --------------- | ------ | ---- |
| UCI Europe Tour | 1 944e | 857e |